# 사우디아라비아 총리

사우디아라비아의 국장

사우디아라비아 총리(Prime Minister of Saudi Arabia)는 사우디아라비아 정부(executive government, 집행부)의 공식적 수반이며, 내각의 의장으로서 총리 직책은 국왕이 겸임한다.
그러므로, 국왕 목록이 총리 목록과 같다. 그러나, 이븐 사우드, 칼리드 빈 압둘아지즈 알사우드는 총리를 겸임하지 않았다.

## 역대 총리 목록
- 초대, 3대 사우드 빈 압둘아지즈 알사우드 (첫 번째 임기: 1953년 10월 9일 ~ 1954년 8월 16일, 두 번째 임기: 1960년 12월 21일 ~ 1962년 10월 31일)
- 2대, 4대 파이살 빈 압둘아지즈 알사우드 (첫 번째 임기: 1954년 8월 16일 ~ 1960년 12월 21일, 두 번째 임기: 1962년 10월 31일 ~ 1975년 3월 25일)
- 5대 파흐드 빈 압둘아지즈 알사우드 (1975년 3월 29일 ~ 1996년 2월 21일)
- 6대 압둘라 빈 압둘아지즈 알사우드 (1996년 2월 21일 ~ 2015년 1월 23일)
- 7대 살만 빈 압둘아지즈 알사우드 (2015년 1월 23일 ~ 2022년 9월 27일)
- 8대 무함마드 빈 살만 알사우드 (2022년 9월 27일 ~ )

## 같이 보기
- 사우디아라비아 국왕